# El Paraíso, Baja California
El Paraíso är en ort i Mexiko.   Den ligger i kommunen Tecate och delstaten Baja California, i den nordvästra delen av landet, 2 300 km nordväst om huvudstaden Mexico City. El Paraíso ligger 536 meter över havet och antalet invånare är 120.
Terrängen runt El Paraíso är kuperad, och sluttar västerut. Runt El Paraíso är det ganska glesbefolkat, med 22 invånare per kvadratkilometer. Närmaste större samhälle är Tecate, 7,5 km nordost om El Paraíso. Omgivningarna runt El Paraíso är i huvudsak ett öppet busklandskap.